# توماس رافاييل رودريغيز زياس
توماس رافاييل رودريغيز زياس هو رسام كوبي، ولد في 26 أبريل 1949، وتوفي في 6 سبتمبر 2010.